# 'Cause You're My Boy
'Cause You're My Boy ou My Tee est un drama BL thaïlandais adaptant un roman graphique de CaffeineDekD. Réalisé par Rachyd Kusolkulsiri et produit par GMMTV, il sera diffusé sur One31 à partir du 23 juin 2018 et se terminera le 15 septembre. La série est également distribuée en différé sur Line TV, CHOCO TV (à Taïwan) et YouTube.
Un épisode séquel exclusif a été diffusé le 7 décembre 2018 sur LINE TV dans Our Skyy.

## Personnages

### Personnages principaux
- Mork
- Tee

### Personnages secondaires
- Morn est le petit frère de Mork.
- Gord est le meilleur ami de Morn.
- Au est un des deux meilleurs amis de Mork.
- Ton est un des deux meilleurs amis de Mork.
- Bambie est la petite-amie de Tee.
- Ching est une amie de Mork et elle est amoureuse de Bambie.
- Lek
- Mei est la mère de Tee.
- Tul
- Moo est le père de Mork.
- Som
- Arm

## Distribution

### Personnages principaux
- Sattabut Laedeke "Drake" : Mork
- Thanatsaran Samthonglai "Frank" : Tee

### Personnages secondaires
- Phuwin Tangsakyuen "Phuwin" : Morn
- Trai Nimtawat "Neo" : Gord
- Thanawat Rattanakitpaisarn "Khaotung" : Au
- Chayapol Jutamat "AJ" : Ton
- Sutthipha Kongnawdee "Noon" : Bambie
- Apichaya Saejung "Ciize" : Ching
- Phurikulkrit Chusakdiskulwibul "Amp" : Lek
- Chanokwanun Rakcheep "Took" : Mei
- Chamanun Wanwinwatsara "Ake" : Tul
- Chukiat Iamsuk "Nui Chernyim" : Moo
- Chananchida Rungpetcharat "Blossom" : Som
- Kittiphong Lerganjanoi "Win" : Arm